# 山崎晴雄
山崎 晴雄（やまざき はるお、1951年 - ）は、日本の地質学者、首都大学東京教授。

## 経歴
東京都生まれ。1974年、東京都立大学 (1949-2011)（現首都大学東京）理学部地理学科卒業。1976年、東京都立大学大学院理学研究科地理学専攻修士課程修了。1976年-1983年、通商産業省工業技術院地質調査所（現産業技術総合研究所地質調査総合センター）研究員。1983年-1993年、同調査所主任研究官。1993年-1996年、東京都立大学助教授。同大学大学院理学研究科教授を経て、2005年より、首都大学東京都市環境学部地理環境コースおよび都市環境科学研究科地理環境科学域教授。2017年より、早稲田大学社会科学部教授。
1990年、理学博士。専門・研究分野は、地震地質学・第四紀学・地形学。
日本第四紀学会評議員・幹事長、日本地質学会編集委員、文部科学省地震調査研究推進本部の地震調査委員会委員・長期評価部会委員・政策委員会予算小委員会委員、内閣府原子力安全委員会の原子炉安全専門審査会委員・特定放射性廃棄物処分安全調査会委員・放射性廃棄物廃止・措置専門部会委員、東京都地域地下構造調査委員会委員、社団法人東京都地質調査業協会理事などを務めてきた。

## 著作
- 共著『新編日本の活断層-分布図と資料-』東京大学出版会   1991年
- 「開成町とその周辺の地形と地質」、『開成町史』第1章 神奈川県足柄郡開成町   1994年
- 共著『活断層とは何か』東京大学出版会 1996年
- 「兵庫県南部地震と活断層」、『新版自然の猛威』 岩波書店   1996年
- 「地震と活断層の正しい知識」、市町村アカデミー編『防災町づくりの新設計』ぎょうせい   1997年